# Nationale weg 410 (Japan)
Nationale weg 410 (国道410号, Kokudō 410-gō) is een nationale autoweg die de steden Tateyama en Kisarazu in de Japanse prefectuur Chiba met elkaar verbindt. De autoweg werd in gebruik genomen op 1 april 1982. De weg heeft een totale lengte van 105 km.

## Gemeenten die de weg passeert
- Prefectuur Chiba
  - Tateyama - Minamibōsō - Kamogawa - Kimitsu - Sodegaura -Kisarazu